# Green Bay Packers 2022
La stagione 2022 dei Green Bay Packers è stata la 102ª della franchigia nella National Football League, la 104ª complessiva e la quarta con Matt LaFleur come capo-allenatore.
La squadra raggiunse il maggior numero di vittorie nella storia della NFL quando batté i Chicago Bears nella settimana 13, i quali avevano detenuto il record in ogni stagione a partire dal 1921 e che erano alla pari con i Packers da tre partite.
Malgrado avere vinto tre delle prime quattro gare, i Packers in seguito collassarono. Ebbero una striscia di cinque sconfitte consecutive (la loro più lunga dal 2008), scendendo a un bilancio di 3–6 prima di battere i Dallas Cowboys ai tempi supplementari per 31–28. Dopo una sconfitta nella settimana 8 contro i Buffalo Bills non riuscirono a migliorare il record di 13-4 della stagione precedente. Dopo essere scesi a 4–8, vinsero quattro partite consecutive, rimanendo in corsa per i playoff. Tuttavia nell'ultima partita furono superati dai Detroit Lions, rimanendo fuori dalla post-season per la prima volta dal 2018. Sempre da quella stagione ebbero per la prima volta un record negativo e per la prima volta non vinsero la division.

## Scelte nel Draft 2022
| Scelte dei Packers nel Draft 2022 |        |                   |       |                    |
| Giro                              | Scelta | Giocatore         | Ruolo | College            |
| 1                                 | 22     | Quay Walker       | ILB   | Georgia            |
| 1                                 | 28     | Devonte Wyatt     | DT    | Georgia            |
| 2                                 | 34     | Christian Watson  | WR    | North Dakota State |
| 3                                 | 92     | Sean Rhyan        | OT/OG | UCLA               |
| 4                                 | 132    | Romeo Doubs       | WR    | Nevada             |
| 4                                 | 140    | Zach Tom          | OT/C  | Wake Forest        |
| 5                                 | 179    | Kingsley Enagbare | OLB   | South Carolina     |
| 7                                 | 228    | Tariq Carpenter   | S/ILB | Georgia Tech       |
| 7                                 | 234    | Jonathan Ford     | NT    | Miami              |
| 7                                 | 249    | Rasheed Walker    | OT    | Penn State         |
| 7                                 | 258    | Samori Toure      | WR    | Nebraska           |

## Staff
| Staff dei Green Bay Packers nel 2022 |
| --- |
| Organi dirigenziali - Proprietario: proprietà pubblica - Comitato esecutivo – Board of directors - Presidente/CEO – Mark Murphy - General manager – Brian Gutekunst - Vice presidente esecutivo/direttore delle operazioni del football – Russ Ball - Co-direttore del personale dei giocatori – John Wojciechowski - Co-direttore del personale dei giocatori – Jon-Eric Sullivan - Direttore delle operazioni del football – Milt Hendrickson - Direttore degli osservatori del college – Matt Malaspina - Assistente dir. osservatori del college – Patrick Moore - Direttore del personale professionistico – Richmond Williams - Direttore dell'amministrazione del football – Melaine Marohl - Osservatore nazionale – Sam Seale - Director of performance psychology/team behavioral health clinician – Chris Carr - Director of player engagement – Grey Ruegamer - Dirigente del personale dei giocatori – Lee Gissendaner Capo allenatore - Matt LaFleur Altri allenatori - Preparatore atletico – Chris Gizzi - Assistente p.a. – Thadeus Jackson - Assistente p.a. – Mark Lovat - Assistente p.a. – Grant Thorne Allenatori dell'attacco - Coordinatore offensivo – Adam Stenavich - Quarterback – Tom Clements - Assistente quarterbacks – Connor Lewis - Running back – Ben Sirmans - Wide receiver/gioco sui passaggi – Jason Vrable - Tight end – John Dunn - Offensive line – Luke Butkus - Assistente offensive line – Ryan Mahaffey - Controllo qualità attacco – Ramsen Golpashin - Assistente allenatore – Quinshon Odom Allenatori della difesa - Coordinatore difensivo – Joe Barry - Defensive line/gioco sulle corse – Jerry Montgomery - Outside linebacker – Jason Rebrovich - Inside linebacker – Kirk Olivadotti - Defensive back/gioco sui passaggi – Jerry Gray - Safety – Ryan Downard - Controllo qualità difesa – Wendel Davis - Controllo qualità difesa – Justin Hood Allenatori dello special team - Coordinatore special team – Rich Bisaccia - Assistente special team – Byron Storer - Controllo qualità special team – Micheal Spurlock |

## Roster
| Roster dei Green Bay Packers nel 2022 |
| --- |
| Quarterback - 10 Jordan Love - 12 Aaron Rodgers Running Back - 28 A.J. Dillon - 33 Aaron Jones Wide Receiver - 18 Randall Cobb - 87 Romeo Doubs - 13 Allen Lazard - 8 Amari Rodgers - 83 Samori Toure - 11 Sammy Watkins - 9 Christian Watson Tight End - 84 Tyler Davis - 81 Josiah Deguara - 89 Marcedes Lewis - 85 Robert Tonyan Offensive Linemen - 69 David Bakhtiari T - 67 Jake Hanson C - 74 Elgton Jenkins T - 72 Caleb Jones T - 71 Josh Myers C - 70 Royce Newman G - 73 Yosh Nijman T - 75 Sean Rhyan G - 76 Jon Runyan Jr. G - 50 Zach Tom G - 63 Rasheed Walker T Defensive Linemen - 97 Kenny Clark NT - 99 Jonathan Ford NT - 94 Dean Lowry DE - 90 Jarran Reed DE - 93 Tedarrell Slaton NT - 95 Devonte Wyatt DE Linebacker - 59 De'Vondre Campbell ILB - 55 Kingsley Enagbare OLB - 40 Tipa Galeai OLB - 53 Jonathan Garvin OLB - 52 Rashan Gary OLB - 58 Isaiah McDuffie ILB - 91 Preston Smith OLB - 7 Quay Walker ILB Defensive Back - 23 Jaire Alexander CB - 31 Adrian Amos SS - 24 Tariq Carpenter SS - 29 Rasul Douglas CB - 20 Rudy Ford FS - 22 Shemar Jean-Charles CB - 6 Dallin Leavitt SS - 25 Keisean Nixon CB - 26 Darnell Savage FS - 21 Eric Stokes CB Special Team - 56 Jack Coco LS - 2 Mason Crosby K - 16 Pat O'Donnell P Lista delle riserve - 51 Krys Barnes ILB (IR) - -- Gabe Brkic K (IR) - 32 Kylin Hill RB (PUP) - -- Osirus Mitchell WR (IR) - 36 Vernon Scott FS (IR) - -- Malik Taylor WR (IR) Squadra di allenamento - 34 Micah Abernathy FS - 45 Ramiz Ahmed K - 80 Shaun Beyer TE - 19 Danny Etling QB - 41 Benjie Franklin CB - 86 Travis Fulgham WR - 39 Tyler Goodson RB - 54 LaDarius Hamilton OLB - 96 Jack Heflin DE - 49 Kobe Jones OLB - 98 Chris Slayton DE - 27 Patrick Taylor RB - 43 Kiondre Thomas CB - 57 Ray Wilborn ILB - 88 Juwann Winfree WR 53 attivi, 6 inattivi, 15 nella squadra di allenamento |
| Legenda - I rookie sono in corsivo. - Il primo ruolo è il principale mentre gli eventuali successivi indicano i ruoli secondari. - (IR) sta per Injured Reserve ed indica la lista ristretta per un solo giocatore infortunato che può tornare ad allenarsi dopo la settimana 6 e a rientrare in prima squadra dopo che questa ha giocato 8 partite. - (NF-Inj.) / (NF-Ill.) stanno rispettivamente per Non-Football Injured e Non-Football Illness ed indicano le liste dove viene inserito un giocatore che ha un infortunio o una malattia non dipendente dal football americano. - (PUP) sta per Physically Unable to Perform ed indica la lista dove viene inserito un giocatore mentre è in attesa di recuperare la condizione fisica. Nella stagione regolare dopo la sesta partita giocata dalla propria squadra, il giocatore ha tempo tre settimane per riprendere ad allenarsi, più tre settimane aggiuntive dal suo rientro agli allenamenti per rientrare in prima squadra. |

## Precampionato
Il 12 maggio 2022 sono state annunciate le partite dei Packers nel precampionato.
| Precampionato |                |                       |           |        |                   |         |
| Settimana     | Data           | Avversario            | Risultato | Record | Stadio            | Sintesi |
| 1             | 12 agosto 2022 | @ San Francisco 49ers | S 21-28   | 0-1    | Levi's Stadium    | Sintesi |
| 2             | 19 agosto 2022 | New Orleans Saints    | V 20-10   | 1-1    | Lambeau Field     | Sintesi |
| 3             | 25 agosto 2022 | @ Kansas City Chiefs  | S 10-17   | 1-2    | Arrowhead Stadium | Sintesi |

## Stagione regolare

### Calendario
Il calendario della stagione regolare è stato annunciato il 12 maggio 2022. Il gruppo degli avversari, stabiliti sulla base delle rotazioni previste dalla NFL per gli accoppiamenti tra le division nonché dai piazzamenti ottenuti nella stagione precedente, fu giudicato come il 22º più duro da affrontare tra tutti quelli della stagione 2022.
| Stagione regolare |                   |                         |               |        |                           |         |
| Settimana         | Data              | Avversario              | Risultato     | Record | Stadio                    | Sintesi |
| 1                 | 11 settembre 2022 | @ Minnesota Vikings     | S 7-23        | 0-1    | U.S. Bank Stadium         | Sintesi |
| 2                 | 18 settembre 2022 | Chicago Bears (S)       | V 27-10       | 1-1    | Lambeau Field             | Sintesi |
| 3                 | 25 settembre 2022 | @ Tampa Bay Buccaneers  | V 14-12       | 2-1    | Raymond James Stadium     | Sintesi |
| 4                 | 2 ottobre 2022    | New England Patriots    | V 27-24 (DTS) | 3-1    | Lambeau Field             | Sintesi |
| 5                 | 9 ottobre 2022    | New York Giants (I)     | S 22-27       | 3-2    | Tottenham Hotspur Stadium | Sintesi |
| 6                 | 16 ottobre 2022   | New York Jets           | S 10-27       | 3-3    | Lambeau Field             | Sintesi |
| 7                 | 23 ottobre 2022   | @ Washington Commanders | S 21-23       | 3-4    | FedEx Field               | Sintesi |
| 8                 | 30 ottobre 2022   | @ Buffalo Bills (S)     | S 17-27       | 3-5    | Highmark Stadium          | Sintesi |
| 9                 | 6 novembre 2022   | @ Detroit Lions         | S 9-15        | 3-6    | Ford Field                | Sintesi |
| 10                | 13 novembre 2022  | Dallas Cowboys          | V 31-28 (DTS) | 4-6    | Lambeau Field             | Sintesi |
| 11                | 17 novembre 2022  | Tennessee Titans (T)    | S 17-27       | 4-7    | Lambeau Field             | Sintesi |
| 12                | 27 novembre 2022  | @ Philadelphia Eagles   | S 33-40       | 4-8    | Lincoln Financial Field   | Sintesi |
| 13                | 4 dicembre 2022   | @ Chicago Bears         | V 28-19       | 5-8    | Soldier Field             | Sintesi |
| 14                | Riposo            | Riposo                  | Riposo        | Riposo | Riposo                    | Riposo  |
| 15                | 19 dicembre 2022  | Los Angeles Rams (M)    | V 24-12       | 6-8    | Lambeau Field             | Sintesi |
| 16                | 25 dicembre 2022  | @ Miami Dolphins        | V 26-20       | 7-8    | Hard Rock Stadium         | Sintesi |
| 17                | 1º gennaio 2023   | Minnesota Vikings       | V 41-17       | 8-8    | Lambeau Field             | Sintesi |
| 18                | 8 gennaio 2023    | Detroit Lions (S)       | S 16-20       | 8-9    | Lambeau Field             | Sintesi |

Note:
- Gli avversari della propria division sono in grassetto.
- Il simbolo "@" indica una partita giocata in trasferta.
- (M) indica il Monday Night Football, (T) il Thursday Night Football , (S) il Sunday Night Football e (I) le International Series.

## Premi

### Premi settimanali e mensili
- Aaron Jones

running back della settimana 2
- Pat O'Donnell

giocatore degli special team della NFC della settimana 3
- Christian Watson:

rookie della settimana 10
rookie offensivo del mese di novembre
- Keisean Nixon:

giocatore degli special team della NFC della settimana 17

## Leader della squadra
| Leader della squadra    |                  |        |
| Categoria               | Giocatore        | Valore |
| Yard passate            | Aaron Rodgers    | 3.695  |
| Touchdown passati       | Aaron Rodgers    | 26     |
| Yard corse              | Aaron Jones      | 1.121  |
| Touchdown su corsa      | A.J. Dillon      | 7      |
| Ricezioni               | Allen Lazard     | 60     |
| Yard ricevute           | Allen Lazard     | 788    |
| Touchdown su ricezione  | Christian Watson | 7      |
| Yard su rit. di kickoff | Keisean Nixon    | 1009   |
| Yard su rit. di punt    | Keisean Nixon    | 140    |
| Tackle                  | Quay Walker      | 121    |
| Sack                    | Preston Smith    | 8,5    |
| Intercetti              | Jaire Alexander  | 5      |